# Juan Brèthes
Juan Brèthes, även känd som Jean Brèthes och Frère Judulien Marie, född den 24 februari 1871 i Saint-Sever, Frankrike, död den 2 juli 1928 i Buenos Aires, Argentina, var en fransk entomolog som systematiserade ett stort antal latinamerikanska insekter.
Auktorsnamnet Brethes kan användas för Juan Brèthes i samband med ett vetenskapligt namn inom zoologin; se Wikipedia-artiklar som länkar till auktorsnamnet.